# Cité Rougemont
Pour les articles homonymes, voir Rougemont.
La cité Rougemont est une voie du 9e arrondissement de Paris, en France.

## Situation et accès
La cité Rougemont est une voie située dans le 9e arrondissement de Paris. Elle débute au 17, rue Bergère et se termine au 5, rue Rougemont.

## Origine du nom
La voie porte le nom de l'hôtel Rougemont de Lowenberg, en raison de sa proximité avec la rue éponyme.

## Historique
La cité Rougemont est ouverte le 31 janvier 1844, sur l'emplacement de l'hôtel particulier du banquier Rougemont de Lowenberg.